# Штрбске-Плесо
Штрбске-Пле́со (словац. Štrbské pleso) — моренное озеро, расположенное в Высоких Татрах в Словакии. Размеры озера — 640 на 600 метров. Длина береговой линии равна 2,245 км. Площадь водного зеркала — 19,67 гектар. Средняя глубина составляет 6,61 м, максимальная достигает 20,3 м. Объём воды — около 1,3 млн м³. Штрбске-Плесо — второе по величине озеро на словацкой стороне Высоких Татр.

## География
Озеро расположено на высоте 1346,6 метров над уровнем моря. В этом районе находится более 100 озёр и несколько водопадов, а также самые высокие вершины Татранского национального парка. К югу от озера, на несколько сотен футов ниже его, находится перевал между реками Белым Вагом и Попрадом. Штрбске-Плесо окружено смешанными горными лесами с присутствием бука. Озеро ограничено: с севера и запада — склонами горы Солиско, с юга и востока — мореной. Поверхностного стока ныне Штрбске-Плесо не имеет, отток воды происходит сквозь водопроницаемую моренную плотину. Тем не менее, по данным старых карт существовал вытекающий из озера водоток. Озеро находится на Главном европейском водоразделе, и просачивающаяся сквозь морену вода в конечном счёте попадает в два моря — Балтийское и Чёрное через бассейны Попрада и Вага соответственно.

## Происхождение озера
Штрбске-Плесо возникло в ходе оседания моренных отложений, покрывавших остатки таявшего ледника. С его происхождением связана структура дна: озеро состоит из трёх глубоких объёмов, разделённых поднятиями.

## Гидрологические и климатические характеристики
Средняя температура воздуха у озера меняется в зависимости от сезона от −1,4 °C зимой до 9,3 °C летом. Среднее количество осадков — от 373 мм зимой (с ноября по апрель) до 560 мм летом (с мая по октябрь). Испаряется 110 мм в холодное время года и 264 мм — в тёплое. Зимой озеро покрывается толстым слоем льда и снега. Ледостав происходит в ноябре, сход льда — в апреле-мае. Наинизший уровень воды приходится на время с декабря по февраль, наивысший — на июль. Диапазон колебаний уровня воды не превышает 1 м, в среднем составляет 20 см, что соответствует объёму 40 тыс. кубометров воды. Среднегодовая продолжительность солнечного света на озере — около 2000 часов.

## Фауна
В озере обитают популяции кумжи (Salmo labrax), щуки (Esox lucius) и чудского сига (Coregonus maraena). Из земноводных в окрестностях отмечены травяная лягушка и обыкновенная жаба. Вблизи жилой застройки у озера встречаются летучие мыши рыжая вечерница (Nyctalus noctula) и нетопырь-карлик (Pipistrellus pipistrellus).

## История
Первый письменный отчёт об этом озере составил учёный-натуралист Давид Фрёлих (словац. David Frölich) из Кежмарка в 1644 году. Благодаря этому оно вызвало первый интерес у туристов ещё в XVII веке. Озеро было названо по названию посёлка Штрба.
Глубина озера была впервые измерена инженером К. Корнидесом в 1839 году. С 1951 по 1962 г.г. на озере проводились ежедневные измерения уровня воды, что дало материал для последующей работы гидрологов. Подробный гидрологический анализ был опубликован в 1963 году.
В 1978 году здесь проходили съёмки отеля для детского словацкого сериала "Приключения в каникулы".

## Туризм
На берегу озера расположен одноимённый посёлок с туристическими, лыжными и оздоровительными учреждениями. Это конечный пункт узкоколейной железной дороги из Попрада.